# Federalsburg (Maryland)
Federalsburg es un pueblo ubicado en el condado de Caroline en el estado estadounidense de Maryland. En el año 2010 tenía una población de 2739 habitantes y una densidad poblacional de 526,73 personas por km².

## Geografía
Federalsburg se encuentra ubicado en las coordenadas 38°41′28″N 75°46′24″O / 38.69111, -75.77333.

## Demografía
Según la Oficina del Censo en 2000 los ingresos medios por hogar en la localidad eran de $33.289 y los ingresos medios por familia eran $38.705. Los hombres tenían unos ingresos medios de $41.845 frente a los $28.750 para las mujeres. La renta per cápita para la localidad era de $16.131. Alrededor del 26,1% de la población estaba por debajo del umbral de pobreza.